# Nardo Wick
Nardo Wick, pseudonimo di Horace Bernard Walls III (Jacksonville, 30 dicembre 2001), è un rapper statunitense.
Nel 2021 firma con la RCA Records e ottiene il riconoscimento mainstream dopo l'uscita del suo singolo Who Want Smoke? nel gennaio dello stesso anno. Alla canzone è seguito un remix con i rapper G Herbo, Lil Durk e 21 Savage, che ha raggiunto la 17° posizione nella Billboard Hot 100 e ha ricevuto la certificazione di platino dalla RIAA. Il suo album di debutto, Who Is Nardo Wick? viene pubblicato nel dicembre 2021 e raggiunge la 16ª posizione nella Billboard 200

## Biografia
Wick ha fatto uscire il suo primo singolo, Lolli, nel 2020. Nel corso dell'anno vengono diffusi i singoli Slide e Came Up. Il 22 gennaio 2021, Wick presenta il singolo Who Want Smoke?, che riscuote molto successo. Il 23 aprile esce Shhh. Questi singoli anticiperanno l'uscita del suo primo e finora unico album, Who Is Nardo Wick?. Il 27 Agosto, Wick appare nella canzone Opp Pack di 42 Dugg: la sua prima feature.
L'8 ottobre, Wick viene messo in commercio il remix di Who Want Smoke?, estratto dall'album, in cui appaiono i popolari rapper G Herbo, Lil Durk e 21 Savage. La nuova versione ha aumentato la popolarità della canzone grazie anche ad un balletto creato sull'applicazione Tik Tok. La canzone debutterà quindi alla 17ª posizione nella Billboard Hot 100 e verrà certificata platino tre volte dalla Recording Industry Association of America, diventando la prima canzone di Nardo Wick ad apparire sulle classifiche e a ricevere una certificazione.
Wick viene pubblicato il singolo Me or Sum, featuring Future e Lil Baby, un altro estratto dall'album, il 29 novembre 2021. La canzone raggiunge la 58ª posizione sulla Billboard e viene certificato doppio platino. L'album viene finalmente reso disponibile per il consumo a partire dal 3 dicembre e presenta features non annunciate con Hit-Boy, Big30 e Lakeyah. Viene certificato platino e raggiunge la 16° posizione sulla Billboard 200. Il 22 luglio 2022, Wick rilascia la versione deluxe dell'album, in cui sono presenti anche The Kid Laroi e Latto.
Il 31 Marzo 2023, Wick fa uscire l'inedito Hot Boy, featuring Lil Baby, che raggiunge la 99° posizione sulla Billboard Hot 100. Nel 2023, Wick appare in due altre canzoni di particolare successo: Pissy, in collaborazione con Gucci Mane e Roddy Ricch, e Gun Class 11, con Mudbaby Ru e G Herbo.

## Controversie
Il 18 agosto 2021, Wick viene arrestato dalla US marshals a causa di un'accusa di arma nascosta. Viene comunque rilasciato subito dopo.

## Discografia

### Album in studio
- 2021 – Who Is Nardo Wick?
- 2025 – Wick

### EP
- 2025 - Hold Off

### Singoli
- 2020 - Lolli
- 2020 - Slide
- 2021 - Who Want Smoke?
- 2021 - Shhh
- 2021 - Who Want Smoke? Remix (con G Herbo, Lil Durk e 21 Savage)
- 2021 - Me or Sum (con Future e Lil Baby)
- 2021 - Wicked Witch
- 2021 - Wicked Freestyle
- 2022 - Krazy Krazy
- 2022 - Riot
- 2022 - G Nikes (con Polo G)
- 2023 - Hot Boy (con Lil Baby)
- 2024 - Somethin' (con Sexyy Red)
- 2024 - Wickstyle
- 2024 - Back To Back (con Future e Southside)
- 2024 - Deep End
- 2024 - Oh Shit (con BossMan Dlow)
- 2025 - I Wonder